# Międzychód (gemeente)
De gemeente Międzychód is een stad- en landgemeente in het Poolse woiwodschap Groot-Polen, in powiat Międzychodzki.
De zetel van de gemeente is in Międzychód.
Op 30 juni 2004 telde de gemeente 18 294 inwoners.

## Oppervlakte gegevens
In 2002 bedroeg de totale oppervlakte van gemeente Międzychód 307,24 km², waarvan:
- agrarisch gebied: 37%
- bossen: 51%

De gemeente beslaat 41,71% van de totale oppervlakte van de powiat.

## Demografie
Stand op 30 juni 2004:
| Omschrijving                   | Totaal | Totaal | Vrouwen | Vrouwen | Mannen | Mannen |
| ------------------------------ | ------ | ------ | ------- | ------- | ------ | ------ |
| eenheid                        | aantal | %      | aantal  | %       | aantal | %      |
| inwoners                       | 18 294 | 100    | 9286    | 50,8    | 9008   | 49,2   |
| bevolkingsdichtheid (inw./km²) | 59,5   | 59,5   | 30,2    | 30,2    | 29,3   | 29,3   |

In 2002 bedroeg het gemiddelde inkomen per inwoner 1344,74 zł.

## Aangrenzende gemeenten
Drezdenko, Kwilcz, Lwówek, Miedzichowo, Przytoczna, Pszczew, Skwierzyna, Sieraków